# Hazel Plummer
Hazel Plummer   (Somerville, 19 de juny de 1908 - 25 de maig de 2023) va ser una supercentenària estatunidenca. També és la persona més gran que ha viscut a Massachusetts.

## Biografia
Hazel Kathleen Downs va néixer el 19 de juny de 1908 a Somerville, Massachusetts, Estats Units de Harry Downs i Margaret Allison. Hazel tenia una germana gran, Grace, i dos germans grans, Elmer i George, que van morir a l'edat d'un any el 1906, abans de néixer Plummer. Tots dos es van casar l'any 1935 i van tenir almenys dos fills, Roger i David.
Plummer va assistir a l'escola tèxtil per convertir-se en modista. Va treballar per a un dissenyador de gamma alta a Newbury Street a Boston, Massachusetts. Després del matrimoni, el seu marit va treballar en una empresa siderúrgica i en una secció infantil d'uns grans magatzems mentre criava els seus fills. La família es va traslladar a Lyttelton, Massachusetts el 1957, on viu Plummer.
El 2020, es va vacunar amb la nova vacuna contra el coronavirus de Pfizer. Tenia un fill de 84 anys.